# مارغريت أوفلين
مارغريت إيلين ماري أوفلين (25 كانون الثاني/يناير عام 1920-22 أيلول/سبتمبر 2014) والمعروفة باسم مارغريت فولي، هي طبيبة بريطانية متخصصة في أمراض النساء والتوليد ورائدة في وسائل منع الحمل للنساء.
كرست معظم حياتها المهنية لتحسين صحة المرأة في مدينة بورتسموث وجنوب شرق مقاطعة هامبشاير، والتي كان لها تأثير كبير عليها حيث مجموعة مزدهرة من المرافق والخدمات في مجال تنظيم الأسرة والصحة الجنسية للمرأة وتنظيم انقطاع الطمث.

## حياتها السابقة
ولدت مارغريت بولتون في تالكي أوف ذا هيل في ستافوردشاير في كانون الثاني/يناير 1920، وهي الابنة الكبرى لإرنست وإديث بولتون. كانت الفتاة الرئيسة في مدرستها حيث شجعتها المديرة على دراسة الطب. أخذت أول شهادة بكالوريوس في الطب عندما كان عمرها 17 عامًا في عام 1937، وقُبلت أيضًا في مدرسة الطب في مستشفى كلية الملك في لندن.
بدأت بعدها في العمل على نيل شهادة بكالوريوس ثانية في الطب، والتي أكملتها لاحقًا في جامعة غلاسكو بعد أن نُقل جميع الطلاب إلى هناك من أجل سلامتهم الخاصة خلال الحرب العالمية الثانية، وتأهلت في عام 1942. شجعها والدها الذي كان مقاتلًا في الحرب العالمية الأولى على المساهمة في المجهود الحربي في مستشفى شمال ستافوردشاير الملكي خلال العطلة الصيفية.

## زواجها
التقت أوفلين بزوجها جون فولي في منزل أحد الأصدقاء وتزوجا في عام 1949. أنجب الزوجان أربعة أطفال. أصبح مارغريت جون أول زوج وزوجة يملكان مرتبة الزمالة في الكلية الملكية لأطباء التوليد وأمراض النساء. توفي جون فولي في عام 1972 أثناء عودتها من منصبها ككبيرة أطباء النساء في أبو ظبي في عام 1976، وتزوجت بعدها من الممارس العام للطب غاري أوفلين وأنجبت ولدًا واحدًا منه. 

## مسيرتها المهنية كطبيبة
قدم لها مستشفى جنوب لندن للنساء منصب استشاري في عام 1952، وذلك بعد أن كانت هناك لمدة ثلاث سنوات. أنجبت أوفلين في ذلك الوقت طفلًا صغيرًا، وعُيِّن زوجها جون مستشارًا في أمراض النساء والتوليد في مدينة بورتسموث. كما أتيحت لها الفرصة في بورتسموث لمراجعة وسائل منع الحمل المتوفرة هناك والتي كانت تديرها في الغالب مؤسسات خيرية صغيرة تستخدم مباني دون المستوى المطلوب.
حصلت على تمويل لحبوب منع الحمل الفموية المجانية للنساء اللائي لديهن أربعة أطفال أو أكثر، ومُدد هذا في وقت لاحق لجميع النساء. بدأ تمويل هذه الخدمات الأولية في المقام الأول عن طريق التبرعات التي تبرعت فيها الدولة. تحسن التمويل قريبًا ومنحت وزارة الصحة 20 ألف جنيه إسترليني لبناء مركز متخصص للصحة الجنسية للنساء في المدينة يُعرف باسم وحدة إيلا غوردون.
كانت وسائل منع الحمل للنساء في الأصل مجانية فقط لمن لديهم أربعة أطفال أو أكثر. شكل صدور القرار بمنح عيادات تنظيم الأسرة في المملكة المتحدة القدرة على وصف حبوب منع الحمل للنساء غير المتزوجات في أوائل سبعينيات القرن العشرين جدلًا كبيرًا في المملكة، فشعرت الحكومة أن وسائل منع الحمل شجعت ممارسة الجنس غير الشرعي أو ما يسمى الحب الحر.

## الحياة في وقت لاحق
شاركت أوفلين في وقت لاحق في التدريب ولا سيما تدريب الممارسين العامين، وأطلقت على زملائها بمن فيهم بيل ودايم جوزيفين بارنيس اسم المدرّسين. [1] توفيت أوفلين في 22 أيلول/سبتمبر من عام 2014 عن عمر يناهز 94 عامًا. يعمل أحد أحفادها الآن كطبيب متخصص في أمراض القلب، وتأهل في السنة التي توفيت فيها أوفلين، وأصبحت حفيدتها قابلة مولّدة.